# Papilio polyctor
Papilio polyctor is een vlinder uit de familie van de pages (Papilionidae). De naam wordt wel beschouwd als een synoniem van Papilio bianor.